# Goulinás
Goulinás är en bergstopp i Grekland.   Den ligger i prefekturen Fthiotis och regionen Grekiska fastlandet, i den centrala delen av landet, 170 km nordväst om huvudstaden Aten. Toppen på Goulinás är 1 442 meter över havet, eller 556 meter över den omgivande terrängen. Bredden vid basen är 7,0 km.
Terrängen runt Goulinás är kuperad åt nordväst, men åt sydost är den bergig. Runt Goulinás är det ganska glesbefolkat, med 24 invånare per kvadratkilometer. Närmaste större samhälle är Spercheiáda, 6,5 km nordost om Goulinás. 